# Lotan Mota Sorin
Lotan Mota Sorin (deutsch Lotan am Fluss, wörtlich: „Lotan Flussseite“) ist ein osttimoresischer Ort im Suco Batugade (Verwaltungsamt Balibo, Gemeinde Bobonaro). Er befindet sich in einer Meereshöhe von 69 m in der Aldeia Lotan, an einer Straße die entlang des Flusses Morak von der Überlandstraße Batugade – Balibo nach Süden führt. Bei Lotan Mota Sorin durchquert die Straße das Flussbett des Quellflusses des Leometiks zum am Ostufer liegenden Dorf. Die Straße durchquert das Dorf und führt nach Süden weiter nach Haliren (Suco Cowa). In Richtung Norden liegen an der Straße am Westufer die Dörfer Maudekut und Lotan.